# Dutý kámen
Dutý kámen (německy Hohlstein) je pískovcový skalní hřbet nedaleko města Cvikova v okrese Česká Lípa v Libereckém kraji. Skalní hřbet je dlouhý 600 metrů a své okolí převyšuje o třicet metrů. Podél jeho severního okraje vede silnice I/13 z Cvikova do Jablonného v Podještědí. Pískovec zde byl lámán na stavební bloky. Od roku 1963 je chráněn jako přírodní památka, která je od roku 2003 ve správě Krajského úřadu Libereckého kraje. V roce 1913 byl na skalní stěně Dutého kamene vytesán reliéf s bustou  básníka Theodora Körnera. Tento reliéf je od roku 1996 chráněn jako kulturní památka České republiky.

## Popis
Oblast skalního masivu Dutého kamene se tyčí nad Cvikovským rybníkem u města Cvikov v okrese Česká Lípa, jižně od silnice z Cvikova do Kunratic, 300 metrů jižně od obce Drnovec. Skály východně od Cvikova byly nazývány Kunratickým Švýcarskem (Kunnersdorfer Schweiz), dnes se zařazují do Cvikovské pahorkatiny (geomorfologická součást Zákupské pahorkatiny). Je zde dobře znatelné působení sopečného magmatu na pískovec, díky němuž vznikly pěti a šestiboké sloupky vysoké dva až tři metry, ve tvaru obilného snopu. Bývají nazývány „vějíř“ či „varhany“ (stejně jako obdobné, ale čedičem tvořené, varhany u Kamenického Šenova – Panská skála). Z vrcholu je výhled na Cvikov. V jižní části lokality jsou vytesány úzké schody na vrcholovou plošinu Široký kámen. Schody vytesali v letech 1913–1914 členové Horského spolku pro nejsevernější Čechy (Gebirks-Verein für das Nördlichste Böhmen), který měl v Kunraticích svou pobočku. U těchto schodů byl dvěma cvikovskými amatérskými umělci v roce 1913 do pískovce vytesán reliéf hlavy básníka Theodora Körnera. Přes hřeben vede cesta k vyhlídkovému místu Karolínin odpočinek. Okolní vzrostlé stromy dnes výhled znesnadňují. Na této plošince jsou do skály vytesané lavice.. Poblíž vyhlídky je vyhloubená jeskyně Šustrova díra. Jméno má od jednoho ze stavebníků nedaleké již zrušené železniční tratě. Nejvyšší útvarem celého masivu je Sloupská jehla u kamenných schodů.

## Historie
Z Dutého kamene byly odtěženy v 16. století pískovcové bloky pro stavbu věže v Cvikově. V letech 1913–1914 byly zde prováděny četné stavební úpravy. V roce 2005 zde byla z iniciativy občanského sdružení Drobné památky Severních Čech instalována mosazná destička věnovaná básníku Körnerovi.

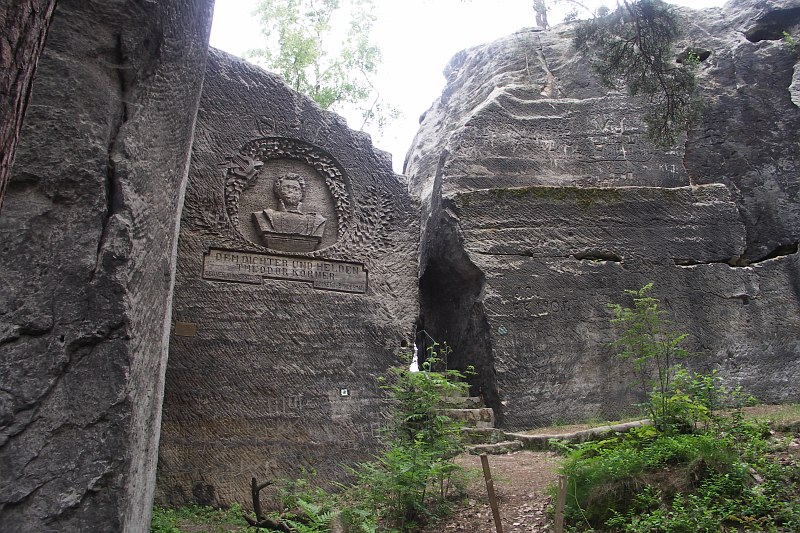
Reliéf básníka Theodora Körnera

## Chráněné území
V letech 1914 a 1955 byly skály označeny jako chráněné území. Na rozloze 0,25 ha zde byla vyhlášena 6. září 1963 přírodní památka, jako Ukázka přeměny svrchnokřídového pískovce na styku s vyvřelinou: vzácná sloupcovitá a deskovitá odlučnost pískovce. Byla vyhlášena v kategorii chráněný přírodní výtvor. V chráněném území s rozlohou 6,62 hektarů (ve správních územích obcí Drnovec a Kunratice u Cvikova) žije 33 ptačích druhů. Přírodní památku od roku 2003 spravuje Krajský úřad Libereckého kraje.
Díky skalním reliéfům byl Dutý kámen zapsán i do celostátního soupisu kulturních památek.

## Přístup
Lokalita leží na zeleně značené turistické trase od Cvikova, z níž vede odbočka na Dutý kámen a pokračuje do obce Kunratice u Cvikova. Nejbližší cyklotrasa je 3037 přes Cvikov. Při severní straně hřebenu vede silnice E442 (značena též I/13). Město mělo v plánu kvůli bezpečnosti návštěvníků vybudovat v roce 2013 u frekventované silnice parkoviště, pro nedostatek financí byl plán na neurčito odložen. V listopadu 2015 bylo parkoviště pro pět aut v místě bývalé skládky předáno veřejnosti.